# 切断冪関数
数学における冪指数 n の切断冪関数（せつだんべきかんすう、英: truncated power function）は
{\displaystyle x_{+}^{n}:={\begin{cases}x^{n}&\ (x>0),\\0&\ (x\leq 0)\end{cases}}}
で定義される。特に n = 1 のとき
{\displaystyle x_{+}:={\begin{cases}x&\ (x>0),\\0&\ (x\leq 0)\end{cases}}}
ゆえ、切断冪函数の冪指数 n は通常の冪として理解できる。

## 例
- 指数 0 の切断冪函数は単位ステップ関数:

ランプ関数

{\displaystyle x_{+}^{0}={\begin{cases}1&\ (x>0),\\0&\ (x\leq 0).\end{cases}}}

- 指数 1 の切断冪函数はランプ関数:
{\displaystyle x_{+}^{1}={\begin{cases}x&\ (x>0),\\0&\ (x\leq 0).\end{cases}}}

## 性質
- 切断冪関数はBスプラインに使われる。n乗の切断冪関数がn次Bスプラインで使われる。
- {\displaystyle \chi _{[a,b)}(x)=(b-x)_{+}^{0}-(a-x)_{+}^{0}} 。ただし、{\displaystyle \chi } は指示関数。
- 切断冪函数は細分可能（英語版）である。